# Consejo Nacional de Mónaco
El Consejo Nacional de Mónaco (francés: Conseil National de la Principauté de Monaco) es el órgano unicameral que ostenta el poder legislativo del Principado de Mónaco. Sus veinticuatro miembros son elegidos en listas por sufragio universal para mandatos de cinco años, y aunque pueden actuar con independencia del Príncipe, él puede disolver el parlamento en cualquier momento, siempre y convoque nuevas elecciones en los siguientes tres meses.
El Consejo se reúne al menos dos veces al año para la aprobación del presupuesto del país y votar sobre los proyectos de ley propuestos por el Gobierno del Principado. Las Ordenanzas (decretos) se debaten en el Consejo de Gobierno y, una vez aprobadas, deberán presentarse al príncipe en ochenta días para su firma, lo que los hace legalmente vigentes. Si este no expresa oposición dentro de los diez días siguientes a la presentación, se convierten en válidas.

## Presidentes del Consejo Nacional
| Presidente                 | Período                             | Partido                   |
| -------------------------- | ----------------------------------- | ------------------------- |
| Eugène Marquet             | 1911 - 1914 1918 - 1928 1930 - 1933 |                           |
| Jean Marsan                | 1929                                |                           |
| Henri Settimo              | 1933 - 1944                         |                           |
| Charles Bellando de Castro | 1944 - 1950                         |                           |
| Louis Aureglia             | 1950 - 1954 1955 - 1958             |                           |
| Joseph Simon               | 1954 - 1955 1958 - 1959 1962 - 1968 |                           |
| August Médecin             | 1968 - 1978                         |                           |
| Jean-Charles Rey           | 1978 - 1993                         | Rassemblement pour Monaco |
| Jean-Louis Campora         | 1993 - 2003                         |                           |
| Stéphane Valeri            | 2003 - 2010                         | Union pour la Principauté |
| Jean François Robillon     | 2010 - 2013                         | Union Monégasque          |
| Laurent Nouvion            | 2013 - 2016                         | Horizon Monaco            |
| Christophe Steiner         | 2016 - 2018                         | Union Monégasque          |
| Stéphane Valeri            | 2018 - 2022                         | Priorité Monaco           |
| Brigitte Boccone-Pagès     | 2022 - actualidad                   | Unión Nacional Monegasca  |

## Composición
| Grupo Parlamentario               | Grupo Parlamentario      | Integrantes              | Portavoz               | Líder                  | Escaños |
| --------------------------------- | ------------------------ | ------------------------ | ---------------------- | ---------------------- | ------- |
|                                   | Unión Nacional Monegasca | Unión Nacional Monegasca | Brigitte Boccone-Pagès | Brigitte Boccone-Pagès | 24      |
| Fuente: Consejo General de Mónaco |                          |                          |                        |                        |         |